# Windows Genuine Advantage
Windows Genuine Advantage (WGA) là một hệ thống chống vi phạm do Microsoft tạo ra để thực thi xác thực trực tuyến cấp phép cho một số hệ điều hành Microsoft Windows khi truy cập một số dịch vụ, như Windows Update và tải xuống các thành phần Windows từ Trung tâm Tải xuống của Microsoft. Trong Windows 7, WGA được đổi tên thành Windows Activation Technologies. WGA bao gồm hai thành phần: một thành phần có thể cài đặt được gọi là Thông báo WGA nối vào Winlogon và xác thực giấy phép Windows theo từng lần đăng nhập và điều khiển ActiveX kiểm tra tính hợp lệ của giấy phép Windows khi tải xuống một số cập nhật nhất định từ Trung tâm Tải xuống của Microsoft hoặc Windows Update. Thông báo WGA dành cho các sản phẩm Windows XP trở lên, ngoại trừ Windows Server 2003 và Windows XP Professional x64 Edition. Điều khiển ActiveX cũng kiểm tra giấy phép cho Windows 2000 Professional.
WGA cũng quảng cáo gói dịch vụ mới nhất, Gói dịch vụ 3, cho Windows XP, yêu cầu can thiệp thủ công để vô hiệu hóa. Trước đây là tự nguyện, sau này người dùng bắt buộc phải sử dụng các dịch vụ này vào tháng 7 năm 2005.
Tuy có tên như vậy, nó không thực sự đánh giá tính toàn vẹn hoặc bảo mật của bất kỳ máy tính nào.